# Cabinet Althaus II
Pour les articles homonymes, voir Cabinet Althaus.
État libre de Thuringe
Althaus I Lieberknecht
Le cabinet Althaus II (en allemand : Kabinett Althaus II) est le gouvernement du Land allemand de l'État libre de Thuringe entre le 8 juillet 2004 et le 3 novembre 2009, durant la quatrième législature du landtag.

## Majorité et historique
Dirigé par le ministre-président chrétien-démocrate sortant Dieter Althaus, ce gouvernement est constitué et soutenu par la seule Union chrétienne-démocrate d'Allemagne (CDU). Elle dispose de 45 députés sur 88, soit 51,1 % des sièges au Landtag.
Il est formé à la suite des élections régionales du 13 juin 2004 et succède au cabinet Althaus I, constitué et soutenu par le même parti. Bien que la CDU connaisse un recul de l'ordre de huit points, avec 43 % des voix, elle reste la première force politique régionale et conserve sa majorité absolue d'un siège. Elle profite du fait que ni l'Alliance 90 / Les Verts (Grünen) ni le Parti libéral-démocrate (FDP) ne franchissent la barre des 5 % leur assurant une représentation parlementaire.
Entre le 1er janvier et le 20 avril 2009, la vice-ministre-présidente Birgit Diezel exerce l'intérim des fonctions de ministre-président, à la suite du grave accident de ski dont a été victime Dieter Althaus en Autriche et qui a causé la mort d'une skieuse.
À l'occasion des élections régionales du 30 août 2009, les chrétiens-démocrates s'effondrent avec à peine 31 % des suffrages exprimés. Tandis qu'Althaus renonce à ses fonctions dès le 3 septembre suivant, seule une grande coalition est envisageable pour former une majorité parlementaire. Des négociations s'engagent alors avec le Parti social-démocrate d'Allemagne (SPD) et aboutissent en octobre. Christine Lieberknecht, choisie par la CDU comme successeur d'Althaus, est alors investie au poste de ministre-président de Thuringe, devenant la première femme à ce poste, et forme son gouvernement.

## Composition

### Initiale (8 juillet 2004)
- Les nouveaux ministres sont indiqués en gras, ceux ayant changé d'attributions en italique.

| Portefeuille                                                                          | Titulaire | Titulaire            | Parti |
| ------------------------------------------------------------------------------------- | --------- | -------------------- | ----- |
| Ministre-président                                                                    |           | Dieter Althaus       | CDU   |
| Vice-ministre-présidente Ministre des Finances                                        |           | Birgit Diezel        | CDU   |
| Ministre de l'Intérieur                                                               |           | Karl-Heinz Gasser    | CDU   |
| Ministre de la Justice                                                                |           | Harald Schliemann    | CDU   |
| Ministre de l'Économie, de la Technologie et du Travail                               |           | Jürgen Reinholz      | CDU   |
| Ministre de l'Agriculture, de la Protection de la Nature et de l'Environnement        |           | Volker Sklenar       | CDU   |
| Ministre des Affaires sociales, de la Famille et de la Santé                          |           | Klaus Zeh            | CDU   |
| Ministre de l'Éducation                                                               |           | Jens Goebel          | CDU   |
| Ministre des Travaux publics et des Transports                                        |           | Andreas Trautvetter  | CDU   |
| Ministre des Affaires fédérales et européennes Directeur de la chancellerie régionale |           | Gerold Wucherpfennig | CDU   |

### Remaniement du 8 mai 2008
- Les nouveaux ministres sont indiqués en gras, ceux ayant changé d'attributions en italique.

| Portefeuille                                                                          | Titulaire | Titulaire              | Parti |
| ------------------------------------------------------------------------------------- | --------- | ---------------------- | ----- |
| Ministre-président                                                                    |           | Dieter Althaus         | CDU   |
| Vice-ministre-présidente Ministre des Finances                                        |           | Birgit Diezel          | CDU   |
| Ministre de l'Intérieur                                                               |           | Manfred Scherer        | CDU   |
| Ministre de la Justice                                                                |           | Marion Walsmann        | CDU   |
| Ministre de l'Économie, de la Technologie et du Travail                               |           | Jürgen Reinholz        | CDU   |
| Ministre de l'Agriculture, de la Protection de la Nature et de l'Environnement        |           | Volker Sklenar         | CDU   |
| Ministre des Affaires sociales, de la Famille et de la Santé                          |           | Christine Lieberknecht | CDU   |
| Ministre de l'Éducation                                                               |           | Jens Goebel            | CDU   |
| Ministre des Travaux publics, de l'Aménagement du territoire et des Médias            |           | Gerold Wucherpfennig   | CDU   |
| Ministre des Affaires fédérales et européennes Directeur de la chancellerie régionale |           | Klaus Zeh              | CDU   |

### Remaniement du 29 septembre 2009
- Les nouveaux ministres sont indiqués en gras, ceux ayant changé d'attributions en italique.

| Portefeuille | Titulaire | Titulaire              | Parti |
| --- | --------- | ---------------------- | ----- |
| Ministre-président |           | Dieter Althaus         | CDU   |
| Vice-ministre-président Ministre de l'Agriculture, de la Protection de la Nature et de l'Environnement                    |           | Volker Sklenar         | CDU   |
| Ministre de l'Intérieur                                                                                                   |           | Manfred Scherer        | CDU   |
| Ministre des Finances (par intérim) Ministre des Affaires fédérales et européennes Directeur de la chancellerie régionale |           | Klaus Zeh              | CDU   |
| Ministre de la Justice |           | Marion Walsmann        | CDU   |
| Ministre de l'Économie, de la Technologie et du Travail                                                                   |           | Jürgen Reinholz        | CDU   |
| Ministre des Affaires sociales, de la Famille et de la Santé                                                              |           | Christine Lieberknecht | CDU   |
| Ministre de l'Éducation                                                                                                   |           | Jens Goebel            | CDU   |
| Ministre des Travaux publics, de l'Aménagement du territoire et des Médias                                                |           | Gerold Wucherpfennig   | CDU   |